# Rajella bathyphila
Rajella bathyphila és una espècie de peix de la família dels raids i de l'ordre dels raïformes.

## Morfologia
- Els mascles poden assolir 90 cm de longitud total.[6][7]

## Reproducció
És ovípar i les femelles ponen càpsules d'ous, les quals presenten com unes banyes a la closca.

## Hàbitat
És un peix marí i d'aigües profundes (55°N-16°N) que viu entre 600-2.172 m de fondària.

## Distribució geogràfica
Es troba a l'oceà Atlàntic: el Canadà, Groenlàndia, Islàndia, Irlanda, els Estats Units i el Sàhara Occidental.

## Observacions
És inofensiu per als humans.